# آدم غاردنر
آدم غاردنر (بالإنجليزية: Adam Gardner)‏ هو موسيقي أمريكي، ولد في 31 مايو 1973 في نيوجيرسي في الولايات المتحدة.

## وصلات خارجية
- آدم غاردنر على موقع ميوزك برينز (الإنجليزية)
- آدم غاردنر على موقع أول ميوزيك (الإنجليزية)
- آدم غاردنر على موقع ديسكوغز (الإنجليزية)